# Königreich Oyo

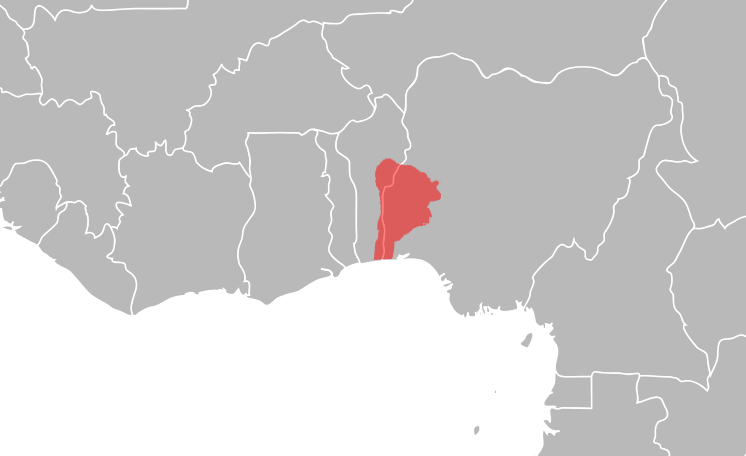
Das Oyo-Reich im späten 19. Jahrhundert

Das Königreich Oyo (yoruba Ilú-ọba Ọ̀yọ́) war ein vorkolonialer, westafrikanischer Staat der Yoruba, dessen Zentrum im heutigen Nigeria lag. Auf seinem Gebiet liegt heute der gleichnamige nigerianische Bundesstaat Oyo, der in der Tradition des historischen Reiches steht.

## Frühgeschichte

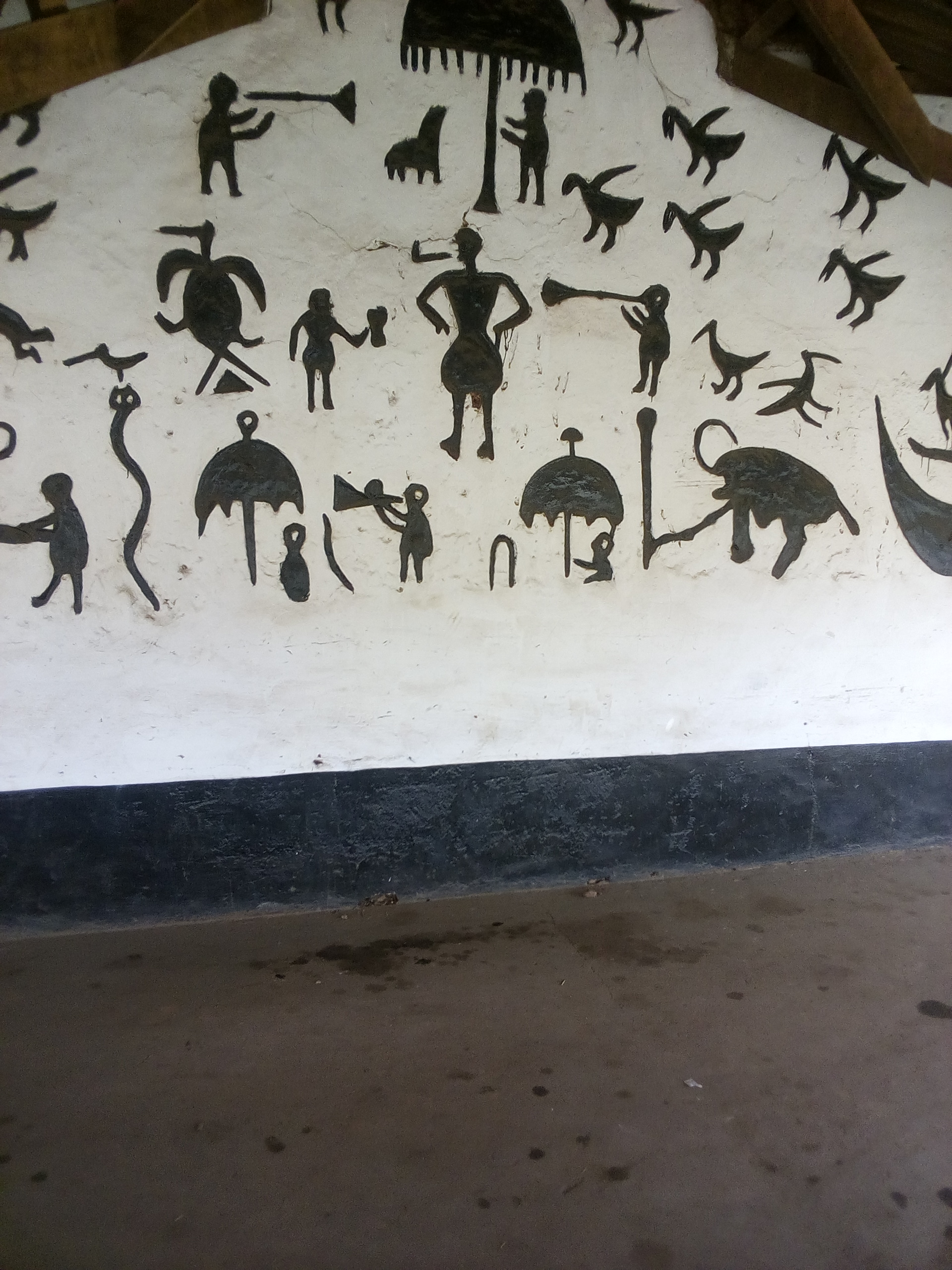
Traditionelle Yoruba Symbole im Palast des Königs von Oyo.

### Schöpfung der Welt
Nach einer lokalen Variante der Yoruba-Kosmogonie wurde Oyo durch Oranyan, den jüngsten Sohn des Hochgottes Olodumare, auf dem Urozean erschaffen. Sein Vater hatte ihm einen Sack Erde mitgegeben, dessen Inhalt er nachlässig auf das Wasser warf. Ein Hahn kam hinzu und verteilte die Erde über das Wasser. So wurde Oranyan zum Herrn der Welt und seine sechs älteren Brüder wurden seine Untertanen.

### Migrationserzählungen
Einer legendären Überlieferung zufolge war Oduduwa der Stammvater aller Reiche der Yoruba und der benachbarten Völker. Unter dem Druck des abrahamitischen Monotheismus sei er aus Mekka geflohen und sei letztlich über Bornu und Gobir nach Ile-Ife gelangt. Sein Sohn Oranyan wollte ihn rächen und sei mit einem Heer in Richtung Mekkas aufgebrochen. Durch den Widerstand der Nupe wurde sein Plan jedoch durchkreuzt. Bei seiner Umkehr wurde er durch eine Schlange zum späteren Siedlungsplatz der Stadt Oyo geführt, wo er die neue Stadt erbaute. Sein erster Nachfolger wurde Ajaka. Dieser wurde durch Shango abgesetzt und kam nach dessen Tod erneut an die Macht.

### Abwanderungen beim Zerfall des assyrischen Weltreiches
Nach Ansicht von Dierk Lange, der die Palasttradition von Oyo mit altorientalischen Chroniken und Königslisten verglich, ist Ajaka als Entsprechung des israelitischen Isaak und Shango als Replik des assyrischen Königs Salmanassar III. anzusehen. Weitere Figuren der Palasttradition sind mit Joram, Jehu, sowie mit assyrischen und babylonischen Königen zu identifizieren. Dierk Lange zufolge wurden diese Reminiszenzen altorientalischer Geschichte durch Flüchtlinge nach dem Zerfall des assyrischen Weltreiches von 612 bis 605 v. Chr. ins subsaharanische Westafrika übertragen.

## Lokale Geschichte

### Bedeutung des Sklavenhandels
Die Lage Oyos ganz im Norden des Yorubalandes und die frühe Präsenz von Muslimen erklärt sich durch die Anbindung des Reiches an den transsaharanischen Sklavenhandel. Mit dem Anwachsen des atlantischen Sklavenhandels erfolgte ab 1600 eine Umorientierung des Reiches nach Süden. Im Verlauf des 17. Jahrhunderts entwickelte sich Oyo zum dominierenden Yoruba-Staat mit zahlreichen abhängigen Tributärstaaten. Die Stärke des sich entwickelnden Imperiums lag neben seiner für den Handel günstigen Lage im Einsatz seiner Militärmacht, die sich auf sein durchorganisiertes Offizierskorps und seine umfangreiche Kavallerie stützte.

### Größte Machtentfaltung
Der Höhepunkt von Oyos Macht lag zwischen 1730 und 1748, als Oyo den mächtigen Nachbarstaat Dahomey militärisch bezwang und zum Tributärstaat machte. Man nimmt an, dass das Oyo-Reich Dahomey angriff, weil ebendieses den Sklavenhandel innerhalb seiner Landesgrenzen verbot und dies Oyo und den Briten ein „Dorn im Auge“ war. Das Empire unterstützte Oyo daraufhin mit Waffen, um Dahomey anzugreifen und den Sklavenhandel wieder zu legalisieren. In dieser Zeit erstreckte sich Oyo auf der Höhe von Badagry und Porto-Novo beinahe bis zum Atlantischen Ozean. Man schätzt, dass das Imperium zwischen 1680 und 1730 jährlich bis zu 20.000 Menschen als Sklaven verkaufte.

### Machtzerfall
Der Niedergang des Oyo-Reiches wurde durch die Ausweitung des Sokoto-Jihad nach Süden eingeleitet. Ilorin wurde dabei zu einer wichtigen Ausgangsbasis für die Angriffe der Fulani. Innere Zerfallserscheinungen und ein fehlgeschlagener Gegenangriff gegen Ilorin beschleunigten den Zusammenbruch des Reiches. Der Rückgang des atlantischen Sklavenhandels führte zu wirtschaftlichen Einbußen. Die 1836 erfolgte Eroberung der Hauptstadt durch die Fulani zwang den König und seinen Hofstaat zum Rückzug nach Süden. Pol des weiteren Widerstandes gegen die Fulani wurde das 150 km weiter südlich gelegene New Oyo. Hier hat sich bis heute ein Nachfolgestaat des alten Oyo-Reiches erhalten.